# Hyboella interrupta
Hyboella interrupta är en insektsart som beskrevs av Zheng, Z. och W.-a. Deng 2006. Hyboella interrupta ingår i släktet Hyboella och familjen torngräshoppor. Inga underarter finns listade i Catalogue of Life.